# Voiture Mauzin
Pour les articles homonymes, voir Mauzin.
,,
Les voitures Mauzin sont des voitures d'enregistrement de la géométrie des voies ferrées. Elles permettent la localisation et la mesure des défauts et déformations des voies ferrées. Elles furent inventées par André Mauzin (1901-1995), ingénieur en chef à la SNCF et directeur de la Section d'Essais et Recherche de cette société (Direction du Matériel).
Ces voitures servent encore à l'heure actuelle à l'inspection des voies de la SNCF et de la SNCB, sous la houlette de la Division de l'infrastructure de la SNCF. De petites remorques de draisine pour l'auscultation des voies secondaires ont été dérivées de ces voitures, les Mauzinettes, qui sont elles aussi toujours en service.
La SNCF a adapté sur ce principe une voiture TGV, nommée Mélusine, afin de mesurer les paramètres de géométrie de la voie d'une ligne à grande vitesse. Cette voiture s'insérait entre une motrice et le reste de la rame. Puis c'est une rame complète qui a été modifiée pour ces missions:: l'Iris 320 roule à grande vitesse (320 km/h). Cette rame peut donc facilement s'insérer dans les circulations TGV sans perturber le trafic. Toutefois, l'homologation de la LN6 (LGV Est Européenne) s'est faite avec le concours d'une voiture Mauzin[réf. souhaitée].
Les premières rames Mauzin étaient limitées à 160 km/h (200 km/h sur certaines lignes).

Tous les équipements électriques basse tension (220 volts) sont alimentés par un groupe électrogène, excepté le chauffage qui demande une puissance supérieure donc par la ligne de train haute tension (entre 1000 et 3000 V). 

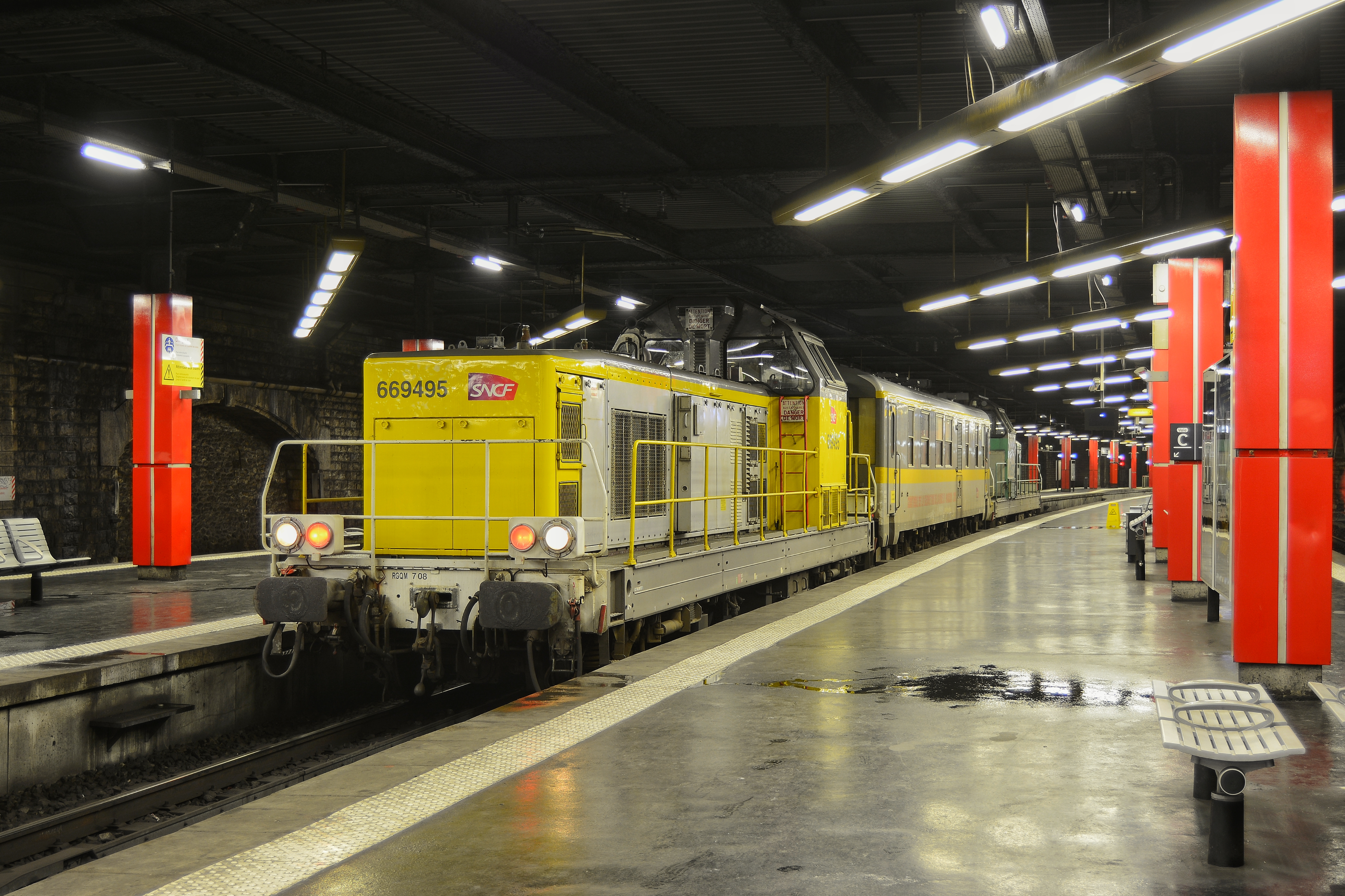
Voiture SNCF Mauzin 213 à Gare de l'avenue Henri-Martin.
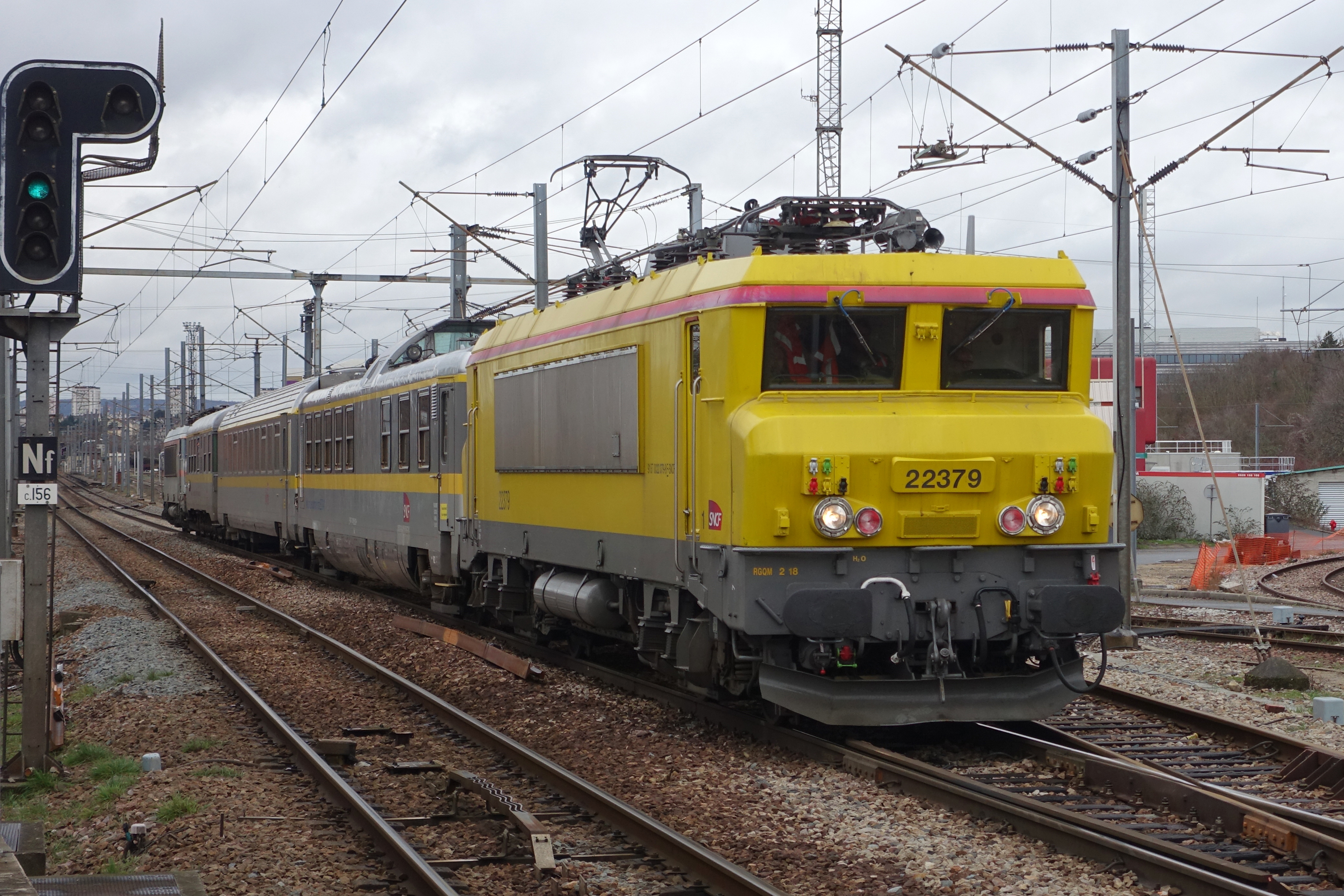
Voiture SNCF IES 143 et Mauzin 214 à Gare de Gennevilliers.
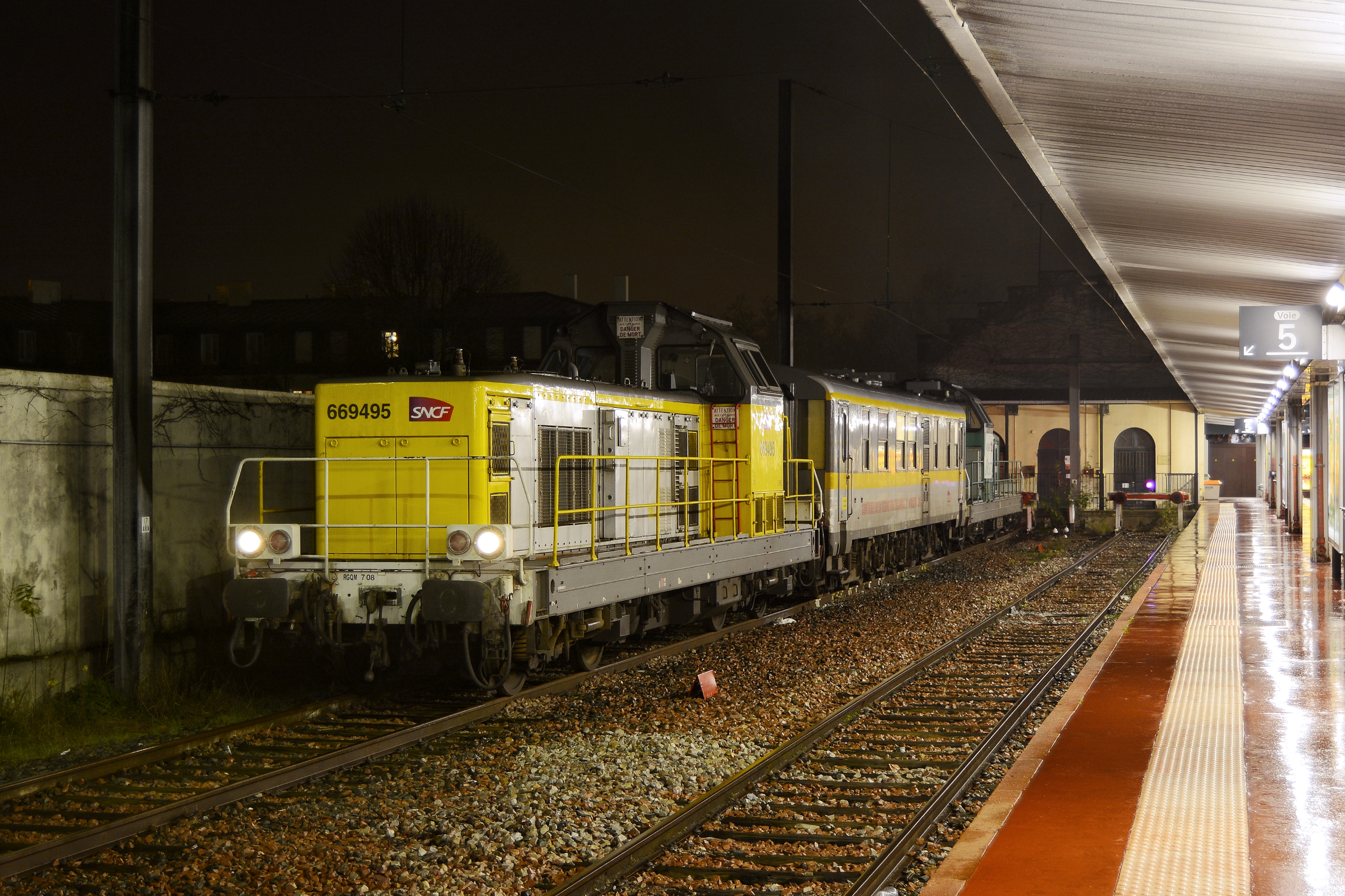
Voiture SNCF Mauzin 213 à Gare de Versailles-Château-Rive-Gauche.
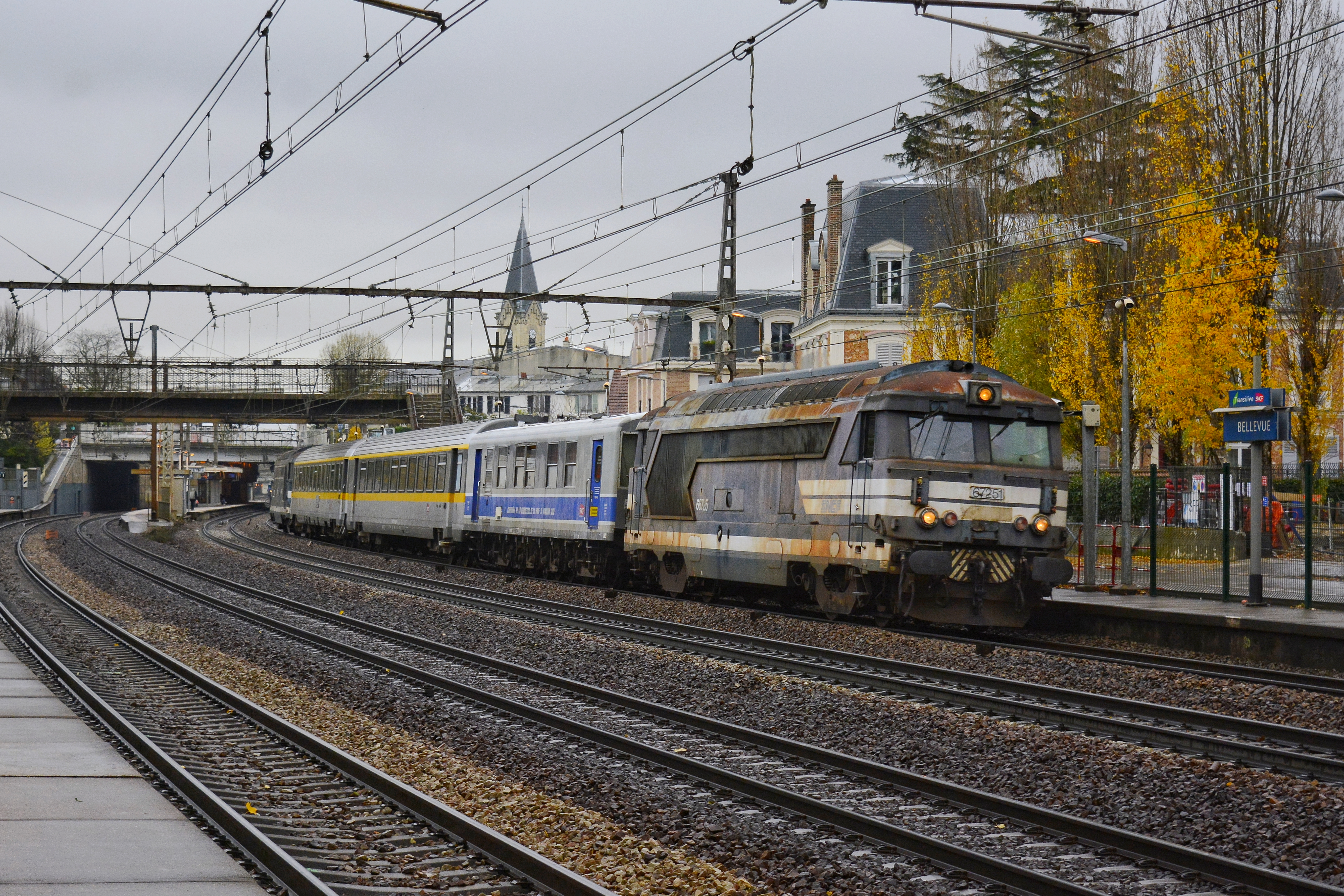
Voiture SNCF Mauzin 212 à Gare de Bellevue.
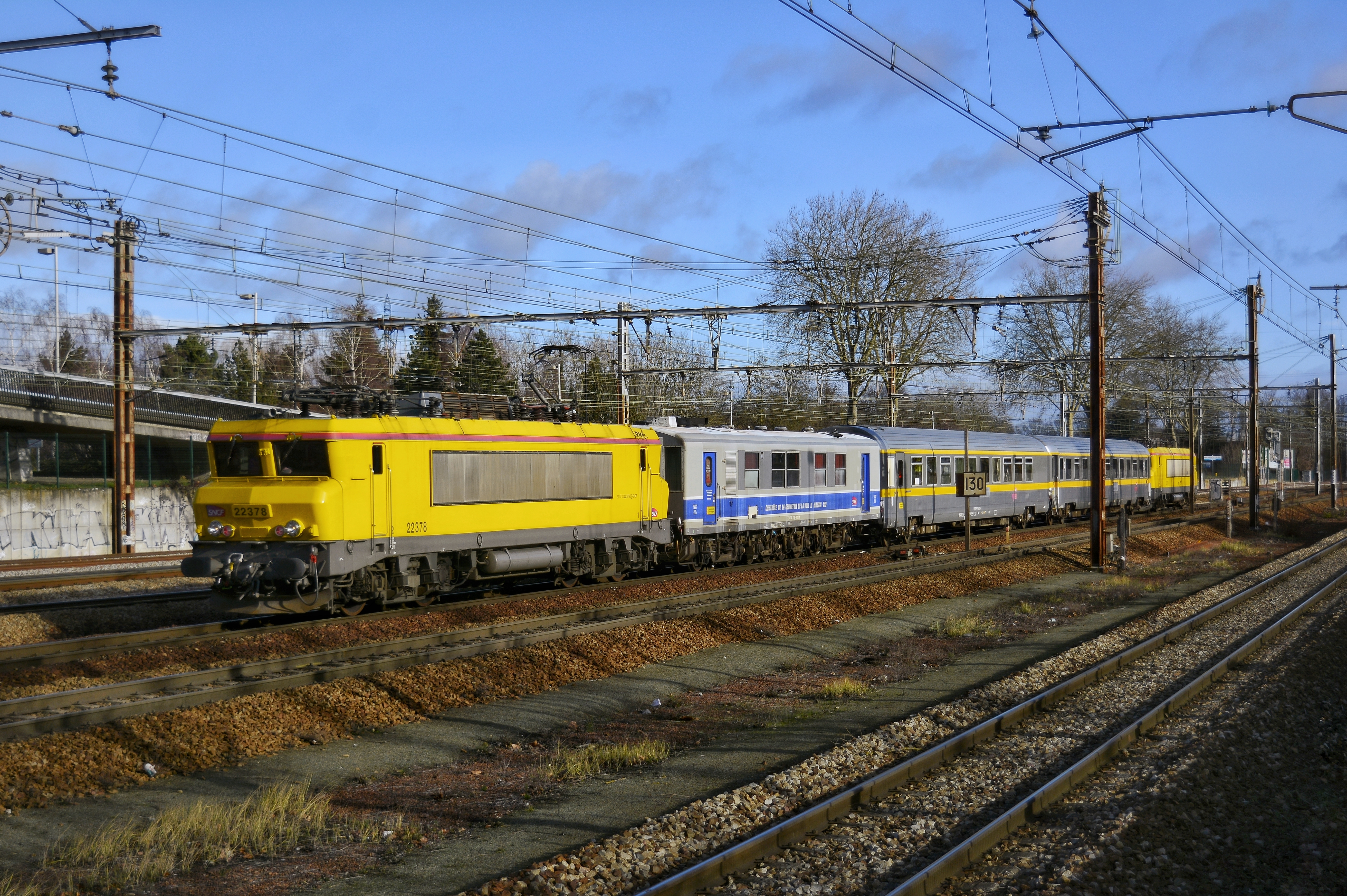
Voiture SNCF Mauzin 212 à Saint-Quentin-en-Yvelines.